# Rally Villa de Llanes de 2016
El Rally Villa de Llanes de 2016 fue la 40.ª edición y la octava ronda de la temporada 2016 del Campeonato de España de Rally. Se disputó entre el 24 de octubre y el 25 de octubre y contó con un itinerario de diez tramos sobre asfalto que sumaban un total de 170,16 km cronometrados.

## Itinerario
| Día   | Tramo | Nombre           | Distancia | Hora  | Ganador                  | Tiempo  | Líder                    |
| Día 1 |       |                  |           |       |                          |         |                          |
| ----- | ----- | ---------------- | --------- | ----- | ------------------------ | ------- | ------------------------ |
| Día 1 | TC1   | La Tornería      | 11.37 km  | 08:18 | Cristian García Martínez | 6:55.8  | Cristian García Martínez |
| Día 1 | TC2   | Gamoneu          | 10.68 km  | 08:56 | Cristian García Martínez | 6:22.1  | Cristian García Martínez |
| Día 1 | TC3   | Arriondas-Carmen | 22.20 km  | 09:36 | Cristian García Martínez | 13:33.0 | Cristian García Martínez |
| Día 1 | TC4   | La Tornería      | 11.37 km  | 11:39 | Cristian García Martínez | 6:52.8  | Cristian García Martínez |
| Día 1 | TC5   | Gamoneu          | 10.68 km  | 12:17 | Alberto Monarri          | 6:15.5  | Cristian García Martínez |
| Día 1 | TC6   | Arriondas-Carmen | 22.20 km  | 12:57 | Cristian García Martínez | 13:16.9 | Cristian García Martínez |
| Día 1 | TC7   | Nueva-Labra      | 19.90 km  | 16:32 | Alberto Monarri          | 13:17.3 | Cristian García Martínez |
| Día 1 | TC8   | Riu Cabra        | 20.93 km  | 17:55 | Alberto Monarri          | 12:07.5 | Cristian García Martínez |
| Día 1 | TC9   | Nueva-Labra      | 19.90 km  | 19:40 | Surhayen Pernía          | 13:23.0 | Cristian García Martínez |
| Día 1 | TC10  | Riu Cabra        | 20.93 km  | 21:03 | Cristian García Martínez | 12:28.9 | Cristian García Martínez |

## Clasificación final
| Pos. | Piloto                   | Copiloto                | Automóvil                  | Tiempo    | Diferencia |
| ---- | ------------------------ | ----------------------- | -------------------------- | --------- | ---------- |
| 1.   | Cristian García Martínez | Rebeca Liso             | Mitsubishi Lancer Evo X    | 1:44:46.8 | 0.0        |
| 2.   | Surhayen Pernía          | Carlos Del Barrio       | Škoda Fabia R5             | 1:45:51.7 | +1:04.9    |
| 3.   | Óscar Palacio            | José Luis Sánchez Pérez | Mitsubishi Lancer Evo X R4 | 1:48:41.0 | +3:54.2    |
| 4.   | Miguel Ángel Fuster      | Dani Cué                | Ford Fiesta R5             | 1:49:34.3 | +4:47.5    |
| 5.   | Daniel Marbán            | Víctor M. Ferrero       | Lotus Exige Cup 260        | 1:49:57.0 | +5:10.2    |
| 6.   | Pedro Burgo              | Marcos Burgo            | Mitsubishi Lancer Evo X    | 1:50:31.3 | +5:44.5    |
| 7.   | Daniel Peña              | Juan Luis García        | Citroën DS3 R3T            | 1:50:58.3 | +6:11.5    |
| 8.   | Adrián Díaz Pérez        | Mario González Tomé     | Suzuki Swift S1600         | 1:51:03.1 | +6:16.3    |
| 9.   | Gorka Antxustegui        | Alberto Iglesias        | Suzuki Swift R+            | 1:52:38.2 | +7:51.4    |
| 10.  | Esteban Vallín           | Borja Odriozola         | Opel Adam R2               | 1:52:42.8 | +7:56.0    |